# Aramits
Aramits – miejscowość i gmina we Francji, w regionie Nowa Akwitania, w departamencie Pireneje Atlantyckie.
Według danych na rok 1990 gminę zamieszkiwało 588 osób, a gęstość zaludnienia wynosiła 20 osób/km² (wśród 2290 gmin Akwitanii Aramits plasuje się na 653. miejscu pod względem liczby ludności, natomiast pod względem powierzchni na miejscu 288.).
| 1896 | 1901 | 1926 | 1936 | 1954 | 1962 | 1968 | 1975 | 1982 | 1990 | 1999 |
| ---- | ---- | ---- | ---- | ---- | ---- | ---- | ---- | ---- | ---- | ---- |
| 990  | 953  | 760  | 740  | 642  | 622  | 600  | 621  | 602  | 588  | 653  |